# Xapa
|  | Per a altres significats sobre el tap metàl·lic de les ampolles, vegeu «Tap corona». |

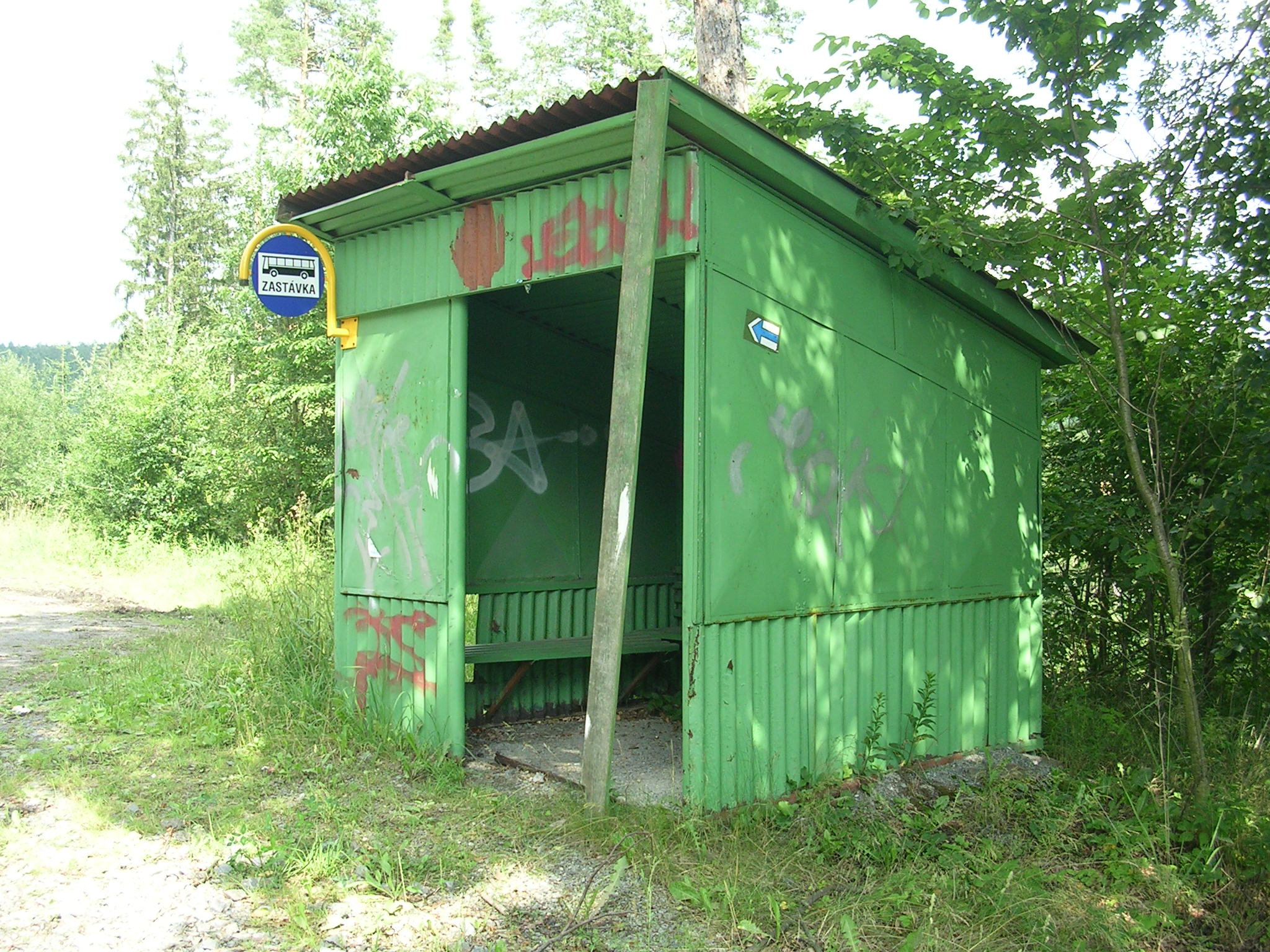
Caseta construïda amb xapes metàl·liques.

La xapa és una làmina prima de metall de gruix d'1 a 12 mm, obtinguda per laminació. Normalment s’obté per laminatge repetit d'un lingot de metall. La xapa bàsica es transporta en rotlles (en l'argot sovint anomenades coil, segons la paraula anglesa) o en plaques, després d'un primer tall.
La xapa pot ser de qualsevol metall que sigui mal·leable, és a dir que permeti fabricar en làmines molt primes.
La xapa bàsica generalment necessita encara diverses transformacions fins a ser apte a l'ús definitiu: tallar, estampar, embotir, encunyar, plegar… Segueixen tractaments superficials contra l'oxidació i corrosió o per a raons estètiques, com ara cromats, pintures, galvanitzats, etc.

## Característiques

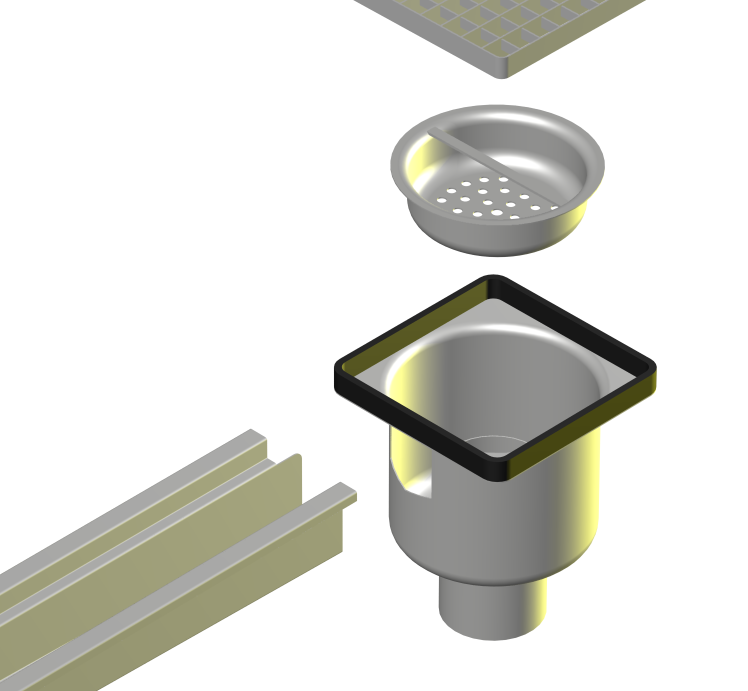
Productes de xapa

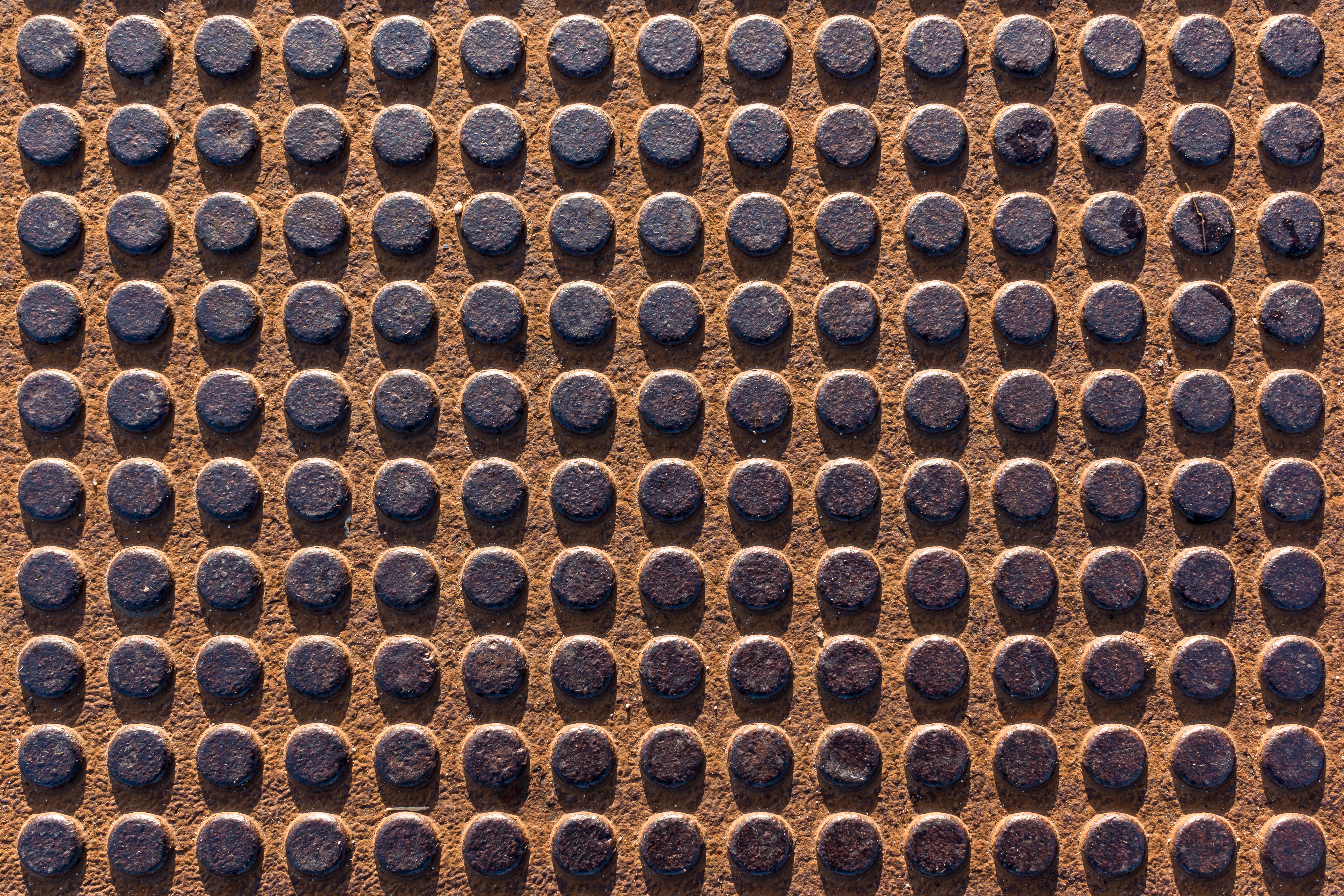
Xapa a Nyhavn, Dinamarca.

Hi ha dues tècniques principals per fabricar xapa: el laminatge fred i el laminatge calent, que donen 'aguant i força diferents al producte final. Es distingeix entre xapes primes (< 3 mm) o gruixudes (> 3 mm) en funció del seu gruix. Com ja s'ha dit, es fa una diferenciació entre xapes primes (gruix inferior a 3 mm) fabricades amb més freqüència en tires enrotllades de gruix que oscil·la entre els 3 a 8 mm i finalment plaques pesades, el gruix de les quals pot arribar als 300 mm.
Aquesta diferenciació es basa en uns processos de fabricació més o menys elaborats, tanmateix, tot comença amb la producció d’una placa a laminar. Generalment, aquesta s’obté directament per colada contínua o mitjançant un rodet a partir d’un lingot. Per millorar la qualitat de la superfície, es pot quadrar a una profunditat d’uns 15 mm, a les cares superior i inferior.
- La xapa pot arribar a tenir gruixos que van d'1 a 12 mm, sent això totalment dependent del seu futur ús i del tipus de fabricació que tingui. El seu mecanitzat es realitza en premses d'estampació i de troquelatge mitjançant punxons i matrius.
- Actualment les xapes han passat a ser un element molt utilitzat en el sector de la construcció, sobretot amb la seva perforació s'ha aconseguit situar ús com a element decoratiu i de disseny arquitectònic.
- La xapa pot ser de qualsevol material que sigui mal·leable, és a dir que permeti fabricar en làmines molt primes. L'aguant i la força d'aquesta, per a un mateix gruix, variarà en funció del tipus de laminat que sigui, sent els casos més habituals el laminat en calent, a fred i en galvanitzat.
- Els elements que es fabriquen de xapa solen portar tractaments superficials contra l'oxidació i corrosió, com ara cromats, pintures, galvanitzats, etc.
- Hi ha un tipus de xapa metàl·lica de ferro i estany, que és molt prima que s'anomena llauna i s'utilitza per fabricar envasos de conserves.
- Per dotar-les de major rigidesa, sovint les xapes es pleguen formant greques, ones, etc., que augmenten la seva inèrcia..

## Usos

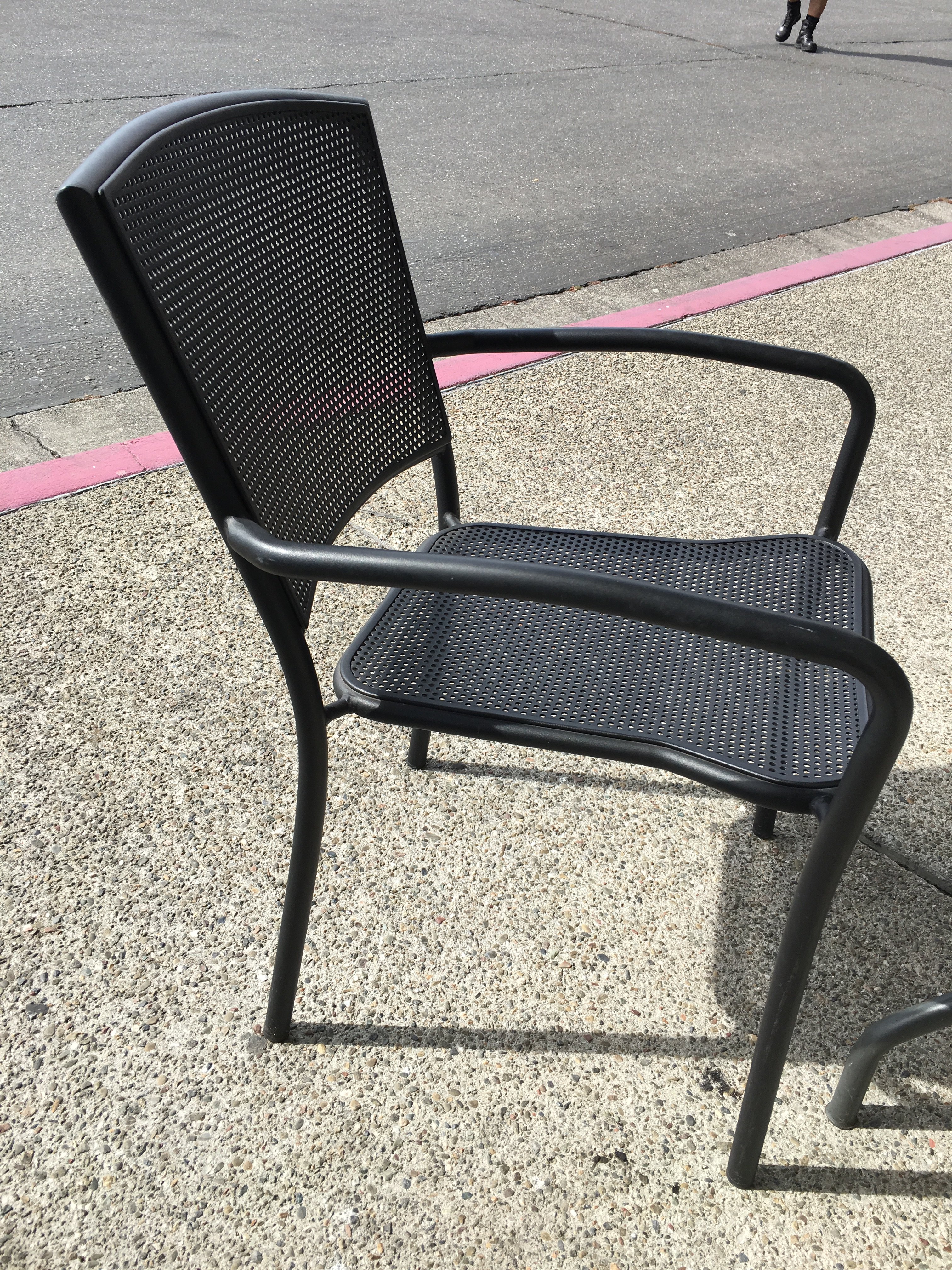
Xapa d'acer perforada a l'estructura d'acer d'una butaca exterior coneguda com " calat ".

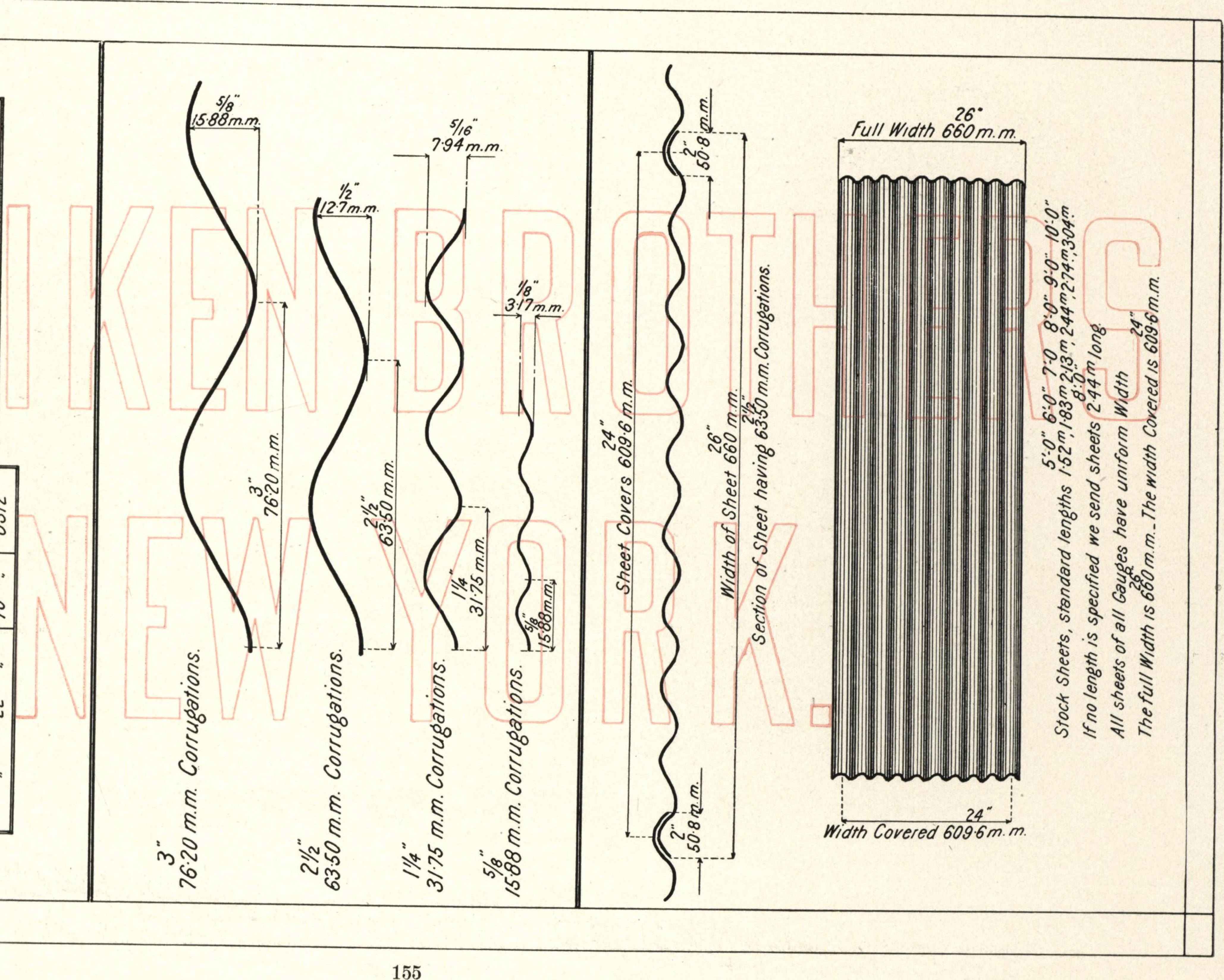
Catàleg Milliken Brothers, xapes ondulats, 1901

La xapa té moltes aplicacions, entre altres :
- carrosseria (automòbils però també moltes màquines i dispositius) : torradora, batedora, ordinador, bomba de gas, rentadora, etc.) ;
- revestiment per coberta d'edificis de;
- envasos d'aliments (llaunes) ;
- superfícies antilliscants (reixa de xapes perforades estampades) ;
- les peces tècniques de xapa premsada (llantes de rodes per a automòbil, suports de fixació, reixetes de xapa perforades, taps d'ampolles, dipòsits d'acer inoxidable, etc.) ;
- peces arrodonides de xapa doblegada i soldada (canonades, bombona de gas, etc.) ;
- peces per a ventilació industrial o subministrament de matèries primeres (subministrament de cereals, grànuls, evacuació d’aire, tremuges, etc.).

La xapa perforada s'utilitza, entre altres coses, en els processos de cribratge de les grans, estofar malt o llúpol, el rentat de minerals i fabricació de paper. Es transforma en peces que s’utilitzen en el muntatge de rentadores, assecadores, escorredores o en premses filtrants per a fàbriques de sucre, refineries i destil·leries. L'empresa Krieg & Zivy a Montrouge (Hauts-de-Seine), especialista en xapa perforada en totes les seves formes, es va llançar el 1897 en la creació de mobles d’exterior equipats amb taules i coixins de seient calat.
La xapa d’acer desossada es transforma en particular en eines de reixeta. També s'empra cobreix diversos suports utilitzats per al desgranat mecànic de grans, llavors i llegums.

## Fabricació
La fabricació de xapa habitualment compleix uns requisits estrictes. Tanmateix, l'estat superficial d'una xapa d'automòbil s'ha de controlar rigorosament durant tot el procés. : si la seva rugositat és insuficient, és impossible pintar la xapa perquè la pintura no s’adhereix. Per contra, si l'alleujament és excessiu, la carrosseria acabada corre el risc de presentar una aparença de "pell de taronja" que desagrada al consumidor.
Per tant, el rotlle del laminador es textura, per exemple mitjançant un feix d’electrons (procés “EBT”), per tal d’imprimir de forma deliberada i precisa la rugositat necessària i suficient directament a la xapa.

## Tipus de xapa
Hi ha diferents tipus de xapa. Es poden distingir segons :
- la seva condició superficial :
  - en relleu o a quadres ;
  - gravada;
- el seu recobriment :
  - xapa pintada prèviament;
  - xapa galvanitzada ;
- la seva superfície :
  - ondulada ;
  - xapa de costelles.
- la seva dimensió :
  - tira de xapa ;
  - xapa pesada ...

## Galeria

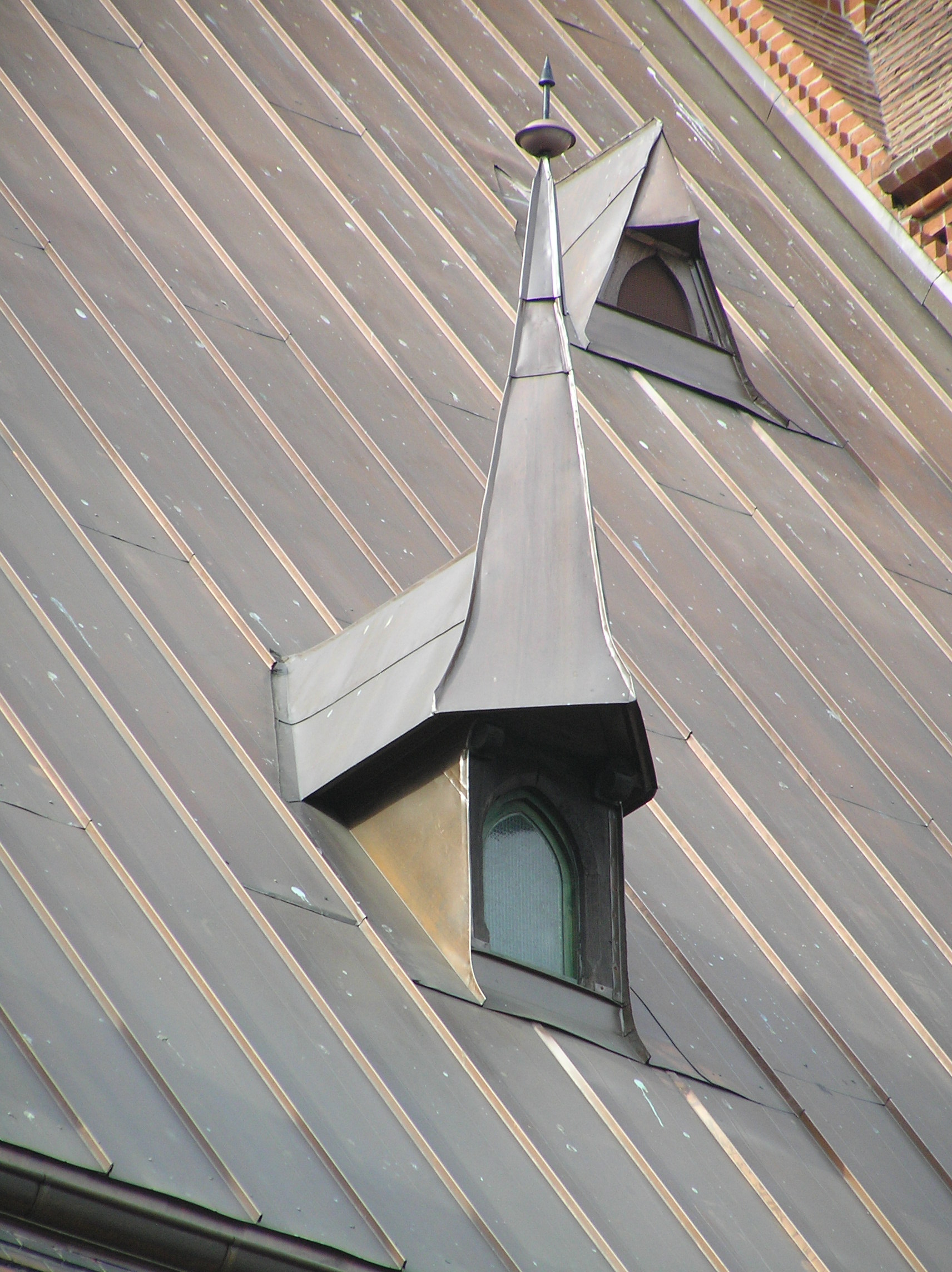
Xapa d'acer galvanitzat
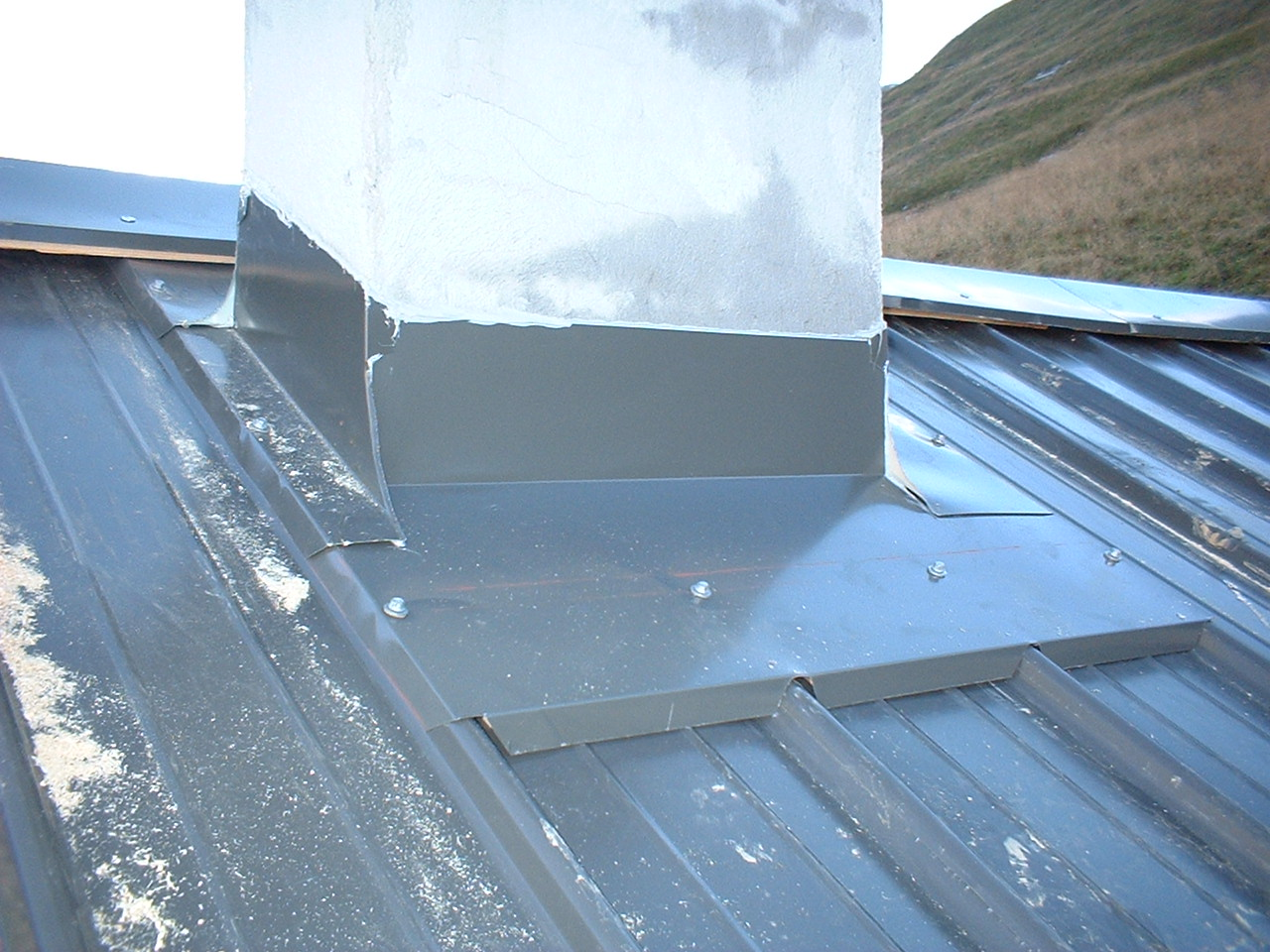
Xapa pintada prèviament
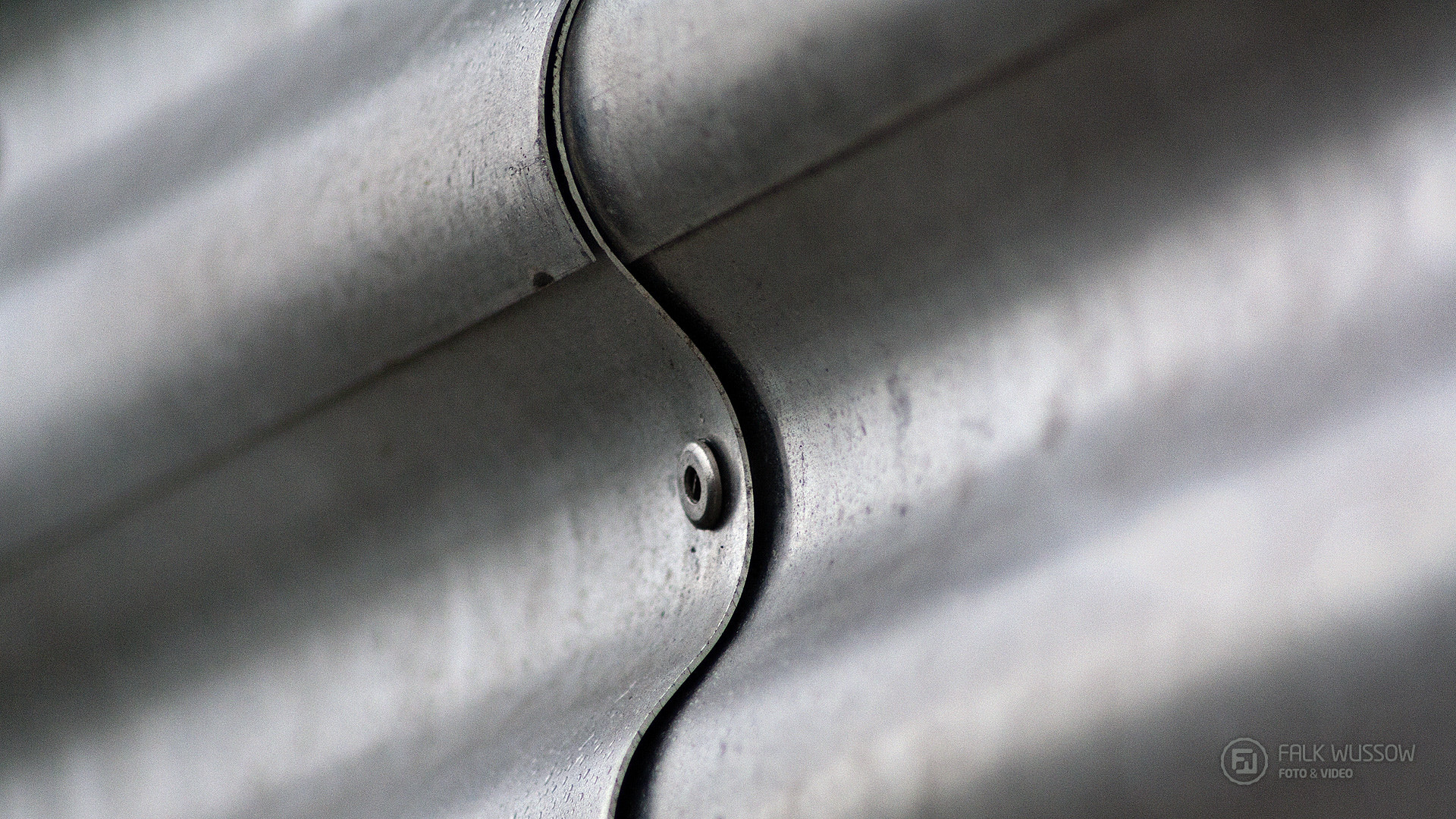
Xapa ondulada
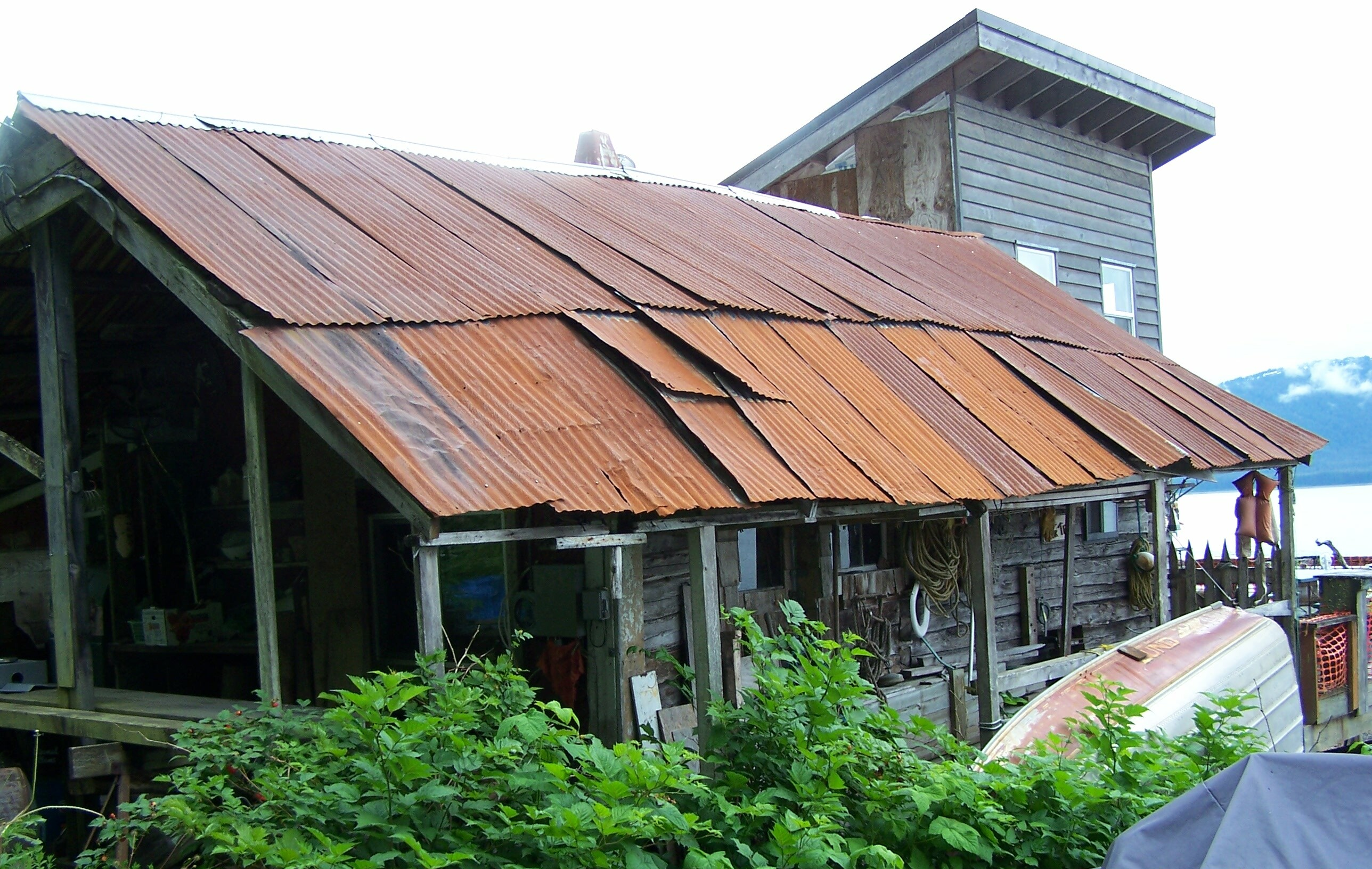
Teulada de xapa ondulada rovellada a Tenakee Springs, Alaska.
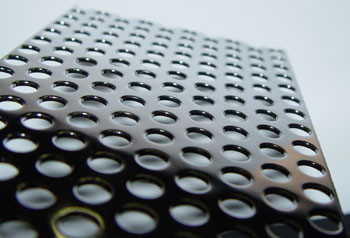
Xapa perforada